# کاکتوس‌های حصیری
کاکتوس‌های حصیری (نام علمی: Rhipsalis) نام یک سرده از تبار حصیرتباران است.